# Dicaeum igniferum
Dicaeum igniferum là một loài chim trong họ Dicaeidae.